# Chiromancja

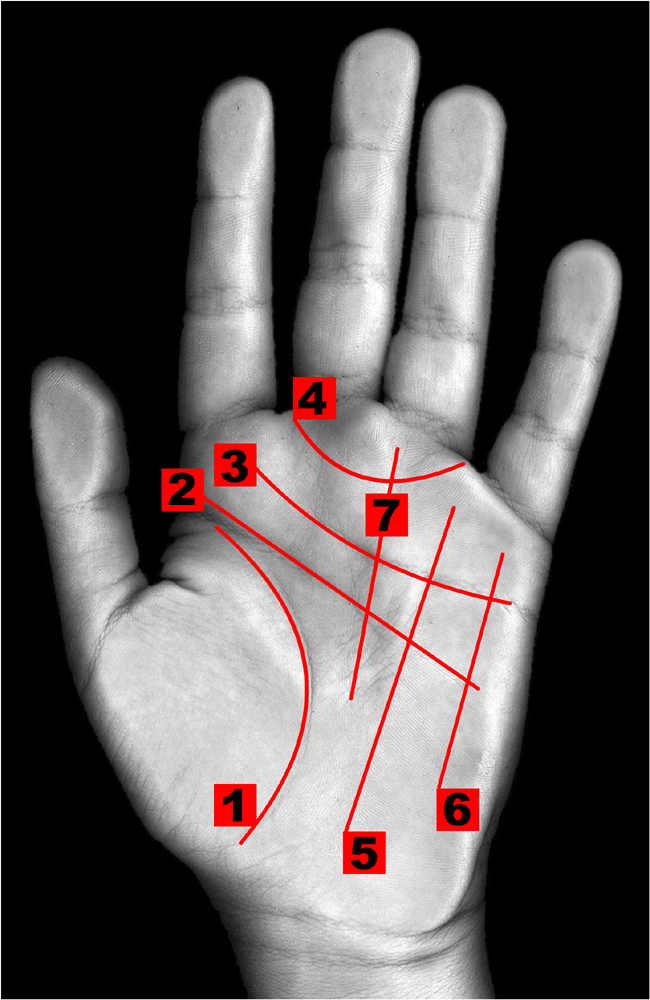
Niektóre z linii na dłoni
1: Linia życia – 2: Linia głowy – 3: Linia serca – 4: Linia Wenus – 5: Linia Słońca – 6: Linia Merkurego – 7: Linia losu

Chiromancja (z gr. cheir = ręka, manteia = wróżenie) – wróżenie z dłoni. Zagadnienie to było różnie nazywane na przestrzeni wieków np. nauka starożytna, sztuka dywinacyjna, wróżenie lub umiejętność odczytywania losów ludzkich z dłoni. Chirognomia to badanie konturów, zewnętrznych kształtów dłoni (szerokość, długość), spoistości wnętrza dłoni, kształtu palców i określanie ogólnego wyrazu. Chirologia polega na badaniu wnętrza dłoni, tj. wzgórków, linii i znaków.
W środowisku naukowym zarówno chiromancja, chirognomia, jak i chirologia uznawane są za czynność parapsychologiczną - nie istnieją wiarygodne źródła naukowe potwierdzające ich działanie i badanie tych zagadnień jest przykładem pseudonauki.

## Historia praktyki
Zainteresowanie tym tematem rozpoczęło się ok. 5000 lat temu, a za kolebkę owej sztuki uważane są kraje wschodu: Indie, Chiny, Syria i Egipt.
Obserwując położenie gwiazd na niebie, dostrzeżono podobieństwo linii na dłoniach do linii łączących poszczególne gwiazdy. Przerysowano linie na dłonie i na ich podstawie przepowiadano losy ludzi począwszy od ich urodzenia, aż do późnej starości. Wszystkie wiadomości na ten temat przekazywane były ustnie z pokolenia na pokolenie.
Pierwsze wzmianki o chiromancji w Europie pojawiły się w 1448. Przez następne lata sztuka ta straciła na popularności i powrócono do niej dopiero po 1700.
W późniejszych latach badaniami nad chiromancją zajęli się astrologowie, którzy zauważyli, że na dłoniach oprócz znaków i linii przypominających mapę gwiezdną znajdują się wzgórki, i w ten sposób przypisali każdemu wzgórkowi i palcom dłoni odpowiednie planety.
Każda dłoń rozpatrywana jest oddzielnie, ponieważ według poglądów chiromantów lewa dłoń ma związek z tym co ukryte, a mianowicie z przeznaczeniem człowieka czyli z tym co się w jego życiu wydarza, a na co nie ma wpływu. Na podstawie lewej dłoni określany jest charakter człowieka, jego osobowość, uzdolnienia, wady i zalety, zaś prawa dłoń służy do ustalenia postawy i działania człowieka – ta dłoń została nazwana przez chiromantów dłonią wolnej woli.